# Tadeusz Kłopotowski
Tadeusz Kazimierz Kłopotowski (ur. 2 stycznia 1928 w Siemiatyczach, zm. 9 sierpnia 2003 w Warszawie) – polski biochemik, senator I kadencji.

## Życiorys

### Działalność naukowa
W 1947 ukończył szkołę średnią w Gliwicach. W 1952 został absolwentem Akademii Medycznej w Warszawie. Po ukończeniu studiów rozpoczął pracę naukową w Instytucie Biochemii i Biofizyki Polskiej Akademii Nauk, gdzie w 1958 uzyskał stopień naukowy doktora. W latach 1961–1966 zasiadał w zarządzie głównym Polskiego Towarzystwa Biochemicznego. W 1968 obronił habilitację, w 1972 otrzymał tytuł profesorski. Od lat 70. do 1981 kierował Zakładem Biochemii Drobnoustrojów. W 1981 został profesorem emerytowanym, pozostając na tym stanowisku zatrudniony w Instytucie Biochemii i Biofizyki do końca swojego życia.
Jego główne publikacje dotyczyły biosyntezy histydyny w drożdżach, transportu aminokwasów rozgałęzionych w bakterii Escherichia coli, genetycznych mechanizmów regulacji biosyntezy histydyny w bakterii Salmonella typhimurium, bakteryjnej utylizacji D-aminokwasów. Pod koniec swojego życia prowadził badania nad szkodliwym wpływem nadmiernego spożycia glutaminianu.
Wyróżniony m.in. nagrodą Polskiego Towarzystwa Biochemicznego im. Jakuba Parnasa (1965), nagrodą Polskiej Akademii Nauk (1971 i 1978), nagrodą Polskiego Towarzystwa Genetycznego (1980).

### Działalność społeczno-polityczna
W 1944 wstąpił do Armii Krajowej. Aresztowany przez sowietów uciekł z niewoli. W 1980 zaangażował się w działalność opozycyjną, w czasie sierpnia wspierał finansowo strajkujących robotników Stoczni Gdańskiej. Przystąpił do „Solidarności”, wszedł w skład władz Regionu Mazowsze związku. W czasie stanu wojennego został na krótko aresztowany. W 1986 założył i redagował „Gazetę Podlaską”, podziemny tygodnik lokalnych struktur „Solidarności”, który wydawano do 1989. W tym samym roku został wybrany do Senatu z ramienia Komitetu Obywatelskiego w województwie siedleckim. Zasiadał w komisjach senackich m.in. Spraw Zagranicznych i Spraw Emigracji i Polaków za Granicą. Był jednym z założycieli Stowarzyszenia „Wspólnota Polska”. W 1990 został wybrany do rady krajowej tej organizacji. Funkcję tę pełnił do 1996. Od 1991 do 1992 współtworzył pismo „Wiadomości z Polski”. W pierwszej połowie lat 90. zasiadał w radzie doradczej ds. nauki przy prezydencie Lechu Wałęsie.

## Odznaczenia
W 2011 prezydent Bronisław Komorowski pośmiertnie odznaczył go Krzyżem Komandorskim Orderu Odrodzenia Polski.

## Życie prywatne
Był żonaty (żona Ewa), miał dwóch synów: Rafała i Łukasza.